# Диспетчер завдань Windows
Диспетчер завдань Windows (англ. Windows Task Manager) — системна утиліта родини Windows NT, за допомогою якої можна слідкувати за роботою операційної системи та коригувати її. Програма знаходиться за адресою: Системна папка, яка містить Windows\System32\Taskmgr.exe
Для швидкого відкриття достатньо натиснути Ctrl+Shift+Esc.

## Розділи у Windows 7

### Програми
Відображаються усі відкриті вікна окрім Диспетчеру завдань Windows.
Надається можливість зняти задачу або створити нову («Виконати…»). Це зазвичай допомагає у тому випадку, якщо програма не відповідає.
У випадку, якщо незавантажився Провідник, достатньо натиснути Ctrl+Alt+Del, обрати «Запустити диспетчер завдань Windows» або просто натиснути Ctrl+Shift+Esc. Після запуску, натиснути «Нове завдання» або «Нова задача». Має відчинитися вікно «Виконати…», Після чого ввести адресу програми explorer.exe, ця програма знаходиться у каталозі з Windows.

### Процеси
Відображаються всі процеси користувача, якщо натиснути кнопку «Показувати процеси для усіх користувачів», то можна побачити всі процеси, які працюють на комп'ютері.
При потребі можна зупинити або повністю закінчити процес, тобто видалити його з оперативної пам'яті.

### Мережа
Графік використання Інтернету та мережі у відсотках, де за 100 % береться швидкість Інтернету/мережі.

## Windows 8
В Windows 8 програма «Диспетчер задач» була дещо переосмислена. Тепер у програми є два стани — короткий (відображає список назв запущених програм) і докладний (відображає виконувані процеси, активних користувачів, швидкодію жорсткого диску, процесора, мережі, оперативної пам'яті за допомогою графіків, виконувані служби).
Однією з особливостей Диспетчера задач в Windows 8 є те, що в докладному стані програма здатна групувати одні й ті ж запущені процеси в один (згортає їх у єдиний список), що дозволяє спростити управління запущеними процесами. Попередні версії Диспетчера завдань не мали такої можливості. Одним з недоліків Диспетчера задач в Windows 8 є те, що в короткому стані програма не відображує запущені вікна Провідника.

## Налаштування
Диспетчер завдань можна відключити через реєстр, встановивши значення параметру
HKCU\Software\Microsoft\Windows\CurrentVersion\Policies\System\DisableTaskMgr значение '1' (DWORD)